# Libnotes (Libnotes) muscicola
Libnotes (Libnotes) muscicola is een tweevleugelige uit de familie steltmuggen (Limoniidae). De soort komt voor in het Australaziatisch gebied.